# 張衷沅
張忠沅（?—?），湖南省長沙府瀏陽縣人，清朝政治人物、同進士出身。
光緒二十九年（1903年），参加光緒癸卯科殿試，登進士三甲第31名。同年閏五月，著交吏部掣签分发各省，以知县即用。